# Ryan Burnett
Ryan Burnett (Belfast, 21 maggio 1992) è un ex pugile britannico.
Agli inizi di carriera ha detenuto vari titoli regionali nei pesi gallo tra cui quello europeo dal 2015 al 2016 e britannico dal 2015 al 2017. Nel 2017 è divenuto campione mondiale IBF e WBA di categoria.
Come dilettante ha rappresentato l'Irlanda ai Giochi olimpici giovanili estivi di Singapore 2010, conquistando la medaglia d'oro nei pesi supermosca.

## Carriera professionale
Ryan Burnett compie il suo debutto da professionista il 24 maggio 2013, poco dopo il compimento dei ventuno anni, sconfiggendo l'ungherese Laszlo Nemesapati per KO al primo round.
Il 10 giugno 2017, di fronte al pubblico di casa dell'SSE Odyssey Arena, detronizza il trentatreenne campione IBF dei gallo Lee Haskins (34-3) sconfiggendolo per decisione non unanime al termine di dodici riprese; tale successo lo rende il primo nordirlandese in 20 anni a vincere un titolo mondiale nei pesi gallo. Forte della sua maggiore freschezza fisica, lo sfidante atterra il campione in due occasioni, rispettivamente al sesto e all'undicesimo round, dopo uno scontro di teste avvenuto alla seconda tornata. Malgrado l'evidente controllo di Burnett, destano polemiche i punteggi dei cartellini: mentre due giudici davano il netto margine allo sfidante (119-107), il terzo, l'ottantenne Clark Sammartino, assegnava un 118-108 a favore di Haskins, negando al nordirlandese una vittoria con verdetto unanime. Al termine della gara viene rivelato che Sammartino non era riuscito a identificare i due pugili – saliti sul ring con calzoncini e guantoni di colore differente e con la scritta del cognome sulle proprie cinture – finendo col scambiare i nomi nelle tabelle dei punteggi. A seguito di tale ammissione il verdetto di gara viene ufficialmente dichiarato unanime.